# Pour gagner sa vie
Pour plus de détails, voir Fiche technique et Distribution.

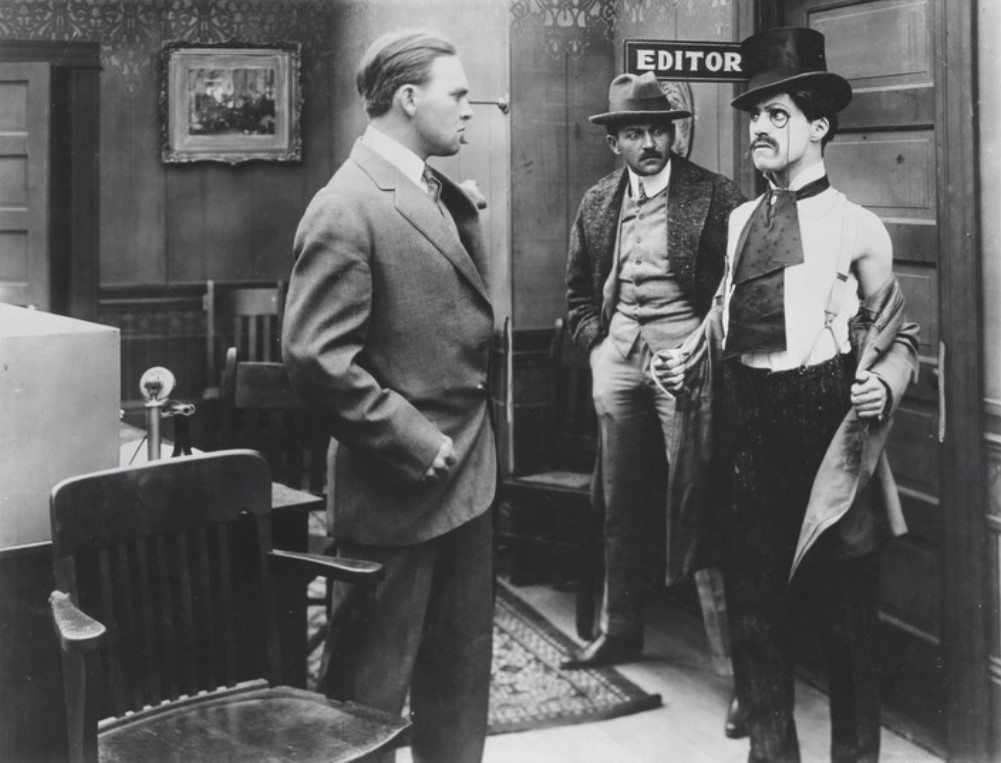
Pour gagner sa vie, film de Henry Lehrman avec Charles Chaplin.

Pour gagner sa vie (titre original : Making a Living) est une comédie burlesque américaine de Henry Lehrman, sortie le 2 février 1914. C'est le premier film où apparaît Charlie Chaplin.

## Synopsis
Jeune reporter, Slicker va séduire une fille de bonne famille et ravir l'emploi de son fiancé en lui dérobant l'appareil photographique où se trouvent les négatifs d'un reportage à sensations.

## Fiche technique
- Titre original : Making a Living
- Titre : Pour gagner sa vie
- Autres titres : A Busted Johnny, Troubles, Doing His Best, Charlot journaliste.
- Réalisation : Henry Lehrman
- Scénario : Reed Heustis
- Photographie : Frank D. Williams, Enrique Juan Vallejo
- Montage :
- Producteur : Mack Sennett
- Société de production : Keystone
- Société de distribution : Mutual Film (1914)
- Pays d’origine :  États-Unis
- Langue : film muet avec les intertitres en anglais
- Format : Noir et blanc - 35 mm - 1,33:1  -  Muet
- Genre : Comédie, Film burlesque
- Métrage : une bobine (340 mètres)
- Durée : 13 minutes
- Dates de sortie : 
  -  États-Unis : 2 février 1914
- Licence : Domaine public

## Distribution
Source principale de la distribution :
- Charles Chaplin : Slicker, le reporter
- Virginia Kirtley : la jeune fille
- Alice Davenport : la mère
- Henry Lehrman : un reporter

Reste de la distribution non créditée :
- Emma Bell Clifton : la femme du mari jaloux
- Chester Conklin : un policier / un vagabond
- Minta Durfee : une jeune fille
- Billy Gilbert : le mari jaloux
- Beverly Griffith : l'homme assis dans le bureau du journal
- Charles Inslee : l'éditeur de journaux
- Edgar Kennedy : un spectateur de l'épave de la voiture
- Grover Ligon : l'homme chauve au bureau du journal
- Edward Nolan : le policier devant les escaliers
- Tammany Young : un spectateur

## Autour du film
- Pour son premier film, Chaplin n'arbore pas le costume de vagabond mais porte un haut-de-forme, un monocle, une redingote et une cravate plastron. De même, au lieu de sa coutumière petite moustache, il porte dans ce film une moustache longue et tombante.